# Jakub Wilk
Jakub Wilk (født 11. juli 1985 i Poznań, Polen) er en polsk fodboldspiller, der spiller som venstre midtbanespiller i Bytovia Bytów. Han har tidligere spillet i Lech Poznań og Vaslui. Derudover har han været udlejet til Lechia Gdańsk i hjemmelandet
Med Lech Poznań vandt Wilk i 2010 det polske mesterskab.

## Landshold
Wilk nåede at spille 3 kampe i sin periode som landsholdspiller for polske landshold, som han debuterede for den 7. februar 2009 i en venskabskamp mod Litauen. 